# إلياس عاشوري
الياس عاشوري، لاعب كرة قدم تونسي يلعب في مركز جناح أيمن مع فريق كوبنهاجن الدنماركي.

## المسيرة الكروية

### مع النوادي
تدرب في نادي سانت إتيان، ثم رحل إلى البرتغال في 2016 حيث انضم إلى نادي فيتوريا غيمارايش.
في عام 2020 وقع مع اشتوريل برايا. في 26 اوت 2021، تمت إعارته إلى نادي ديسبورتيفو تروفينسي الذي يلعب في دوري الدرجة الثانية. ظهر لأول مرة في 12 سبتمبر 2021- وخرج من المباراة بتعادل (0-0) على أرضه مع نادي كازا بيا. في 5 ديسمبر 2021-، سجل الهدف الوحيد في مباراة الذهاب ضد نادي أكاديميكو فيسيو.
في آخر يوم من فترة الانتقالات الصيفية 2022، انتقل إلى نادي فيبورغ لمدة ثلاثة مواسم.

### مع المنتخب التونسي
في 2 جوان 2022 ، ظهر لأول مرة في المنتخب التونسي بدخوله في الدقيقة 87 بديلا لنعيم السليطي خلال مباراة بالملعب الأولمبي في رادس ضد غينيا الاستوائية في تصفيات كأس الأمم الأفريقية 2023 والتي انتهت بنتيجة 4-0. لمصلحة تونس وفي ديسمبر 2023 ، تم إدراجه ضمن القائمة النهائية التي تضم 27 لاعبا تونسيا اختارهم جلال قادري ليلعبوا في كأس الأمم الأفريقية 2023 .

## الإحصاءات

### مع الأندية
آخر تحديث المباراة التي لعبت 3 سبتمبر 2023.
| النادي                      | الموسم   | الدوري                   | الدوري    | الدوري  | الكأس الوطني | الكأس الوطني | كأس الرابطة | كأس الرابطة | أوروبياً   | أوروبياً | آخر       | آخر     | الإجمالي  | الإجمالي |
| النادي                      | الموسم   | القسم                    | المشاركات | الأهداف | المشاركات    | الأهداف      | المشاركات   | الأهداف     | المشاركات | الأهداف | المشاركات | الأهداف | المشاركات | الأهداف  |
| --------------------------- | -------- | ------------------------ | --------- | ------- | ------------ | ------------ | ----------- | ----------- | --------- | ------- | --------- | ------- | --------- | -------- |
| فيتوريا غيماريش ب           | 2018–19  | ليغا برو                 | 8         | 0       | —            | —            | —           | —           | —         | —       | —         | —       | 8         | 0        |
| فيتوريا غيماريش ب           | 2019–20  | ليغا برو                 | 9         | 2       | —            | —            | —           | —           | —         | —       | —         | —       | 9         | 2        |
| فيتوريا غيماريش ب           | الإجمالي | الإجمالي                 | 17        | 2       | —            | —            | —           | —           | —         | —       | —         | —       | 17        | 2        |
| إشتوريل برايا               | 2020–21  | ليغا برو                 | 0         | 0       | 0            | 0            | 0           | 0           | —         | —       | —         | —       | 0         | 0        |
| إشتوريل برايا               | 2021–22  | الدوري البرتغالي الممتاز | 0         | 0       | 0            | 0            | 1           | 0           | —         | —       | —         | —       | 1         | 0        |
| إشتوريل برايا               | 2022–23  | الدوري البرتغالي الممتاز | 2         | 0       | 0            | 0            | 0           | 0           | —         | —       | —         | —       | 2         | 0        |
| إشتوريل برايا               | الإجمالي | الإجمالي                 | 2         | 0       | 0            | 0            | 1           | 0           | —         | —       | —         | —       | 3         | 0        |
| ديسبورتيفو تروفينسي (إعارة) | 2021–22  | ليغا برو                 | 27        | 9       | 1            | 0            | 0           | 0           | —         | —       | —         | —       | 28        | 9        |
| فيبورج                      | 2022–23  | دوري السوبر الدنماركي    | 24        | 6       | 3            | 0            | —           | —           | 0         | 0       | 1         | 0       | 12        | 0        |
| كوبنهاغن                    | 2023–24  | دوري السوبر الدنماركي    | 5         | 1       | 0            | 0            | —           | —           | 5         | 1       | —         | —       | 10        | 2        |
| المجموع                     | المجموع  | المجموع                  | 75        | 18      | 4            | 0            | 1           | 0           | 5         | 1       | 1         | 0       | 86        | 19       |

### دولياً
| العدد | التاريخ       | المكان                                                  | الخصم        | النتيجة | النتيجة النهائية | المسابقة |
| ----- | ------------- | ------------------------------------------------------- | ------------ | ------- | ---------------- | -------- |
| 1     | 10 يناير 2024 | الملعب الأولمبي حمادي العقربي برادس، تونس العاصمة، تونس | الرأس الأخضر | 1–0     | 2–0              | ودية     |

1. ↑  تشمل كأس البرتغال، كأس الدنمارك
2. ↑  تشمل كأس الدوري البرتغالي
3. ↑  الظهور في الملحق الأوروبي للدوري الدنماركي الممتاز
4. ↑  الظهور في دوري أبطال أوروبا